# منظمة مدن التراث العالمي
منظمة مدن التراث العالمي (OWHC) هي منظمة دولية غير ربحية وغير حكومية تضم 250 مدينة تقع فيها مواقع قائمة التراث العالمي لليونسكو. تأسست في عام 1993 في فاس، المغرب، خلال الندوة الدولية الثانية لمدن التراث العالمي. يقع مقرها في مدينة كيبيك، مقاطعة كيبيك، كندا. وإجمالاً يبلغ عدد سكان المدن الأعضاء في منظمة مدن التراث العالمي البالغ عددهم 250 مدينة أكثر من 130 مليون نسمة.